# Fundo falso
O fundo falso é uma parte oculta de algum objeto como um armário, cofre ou carro, que abriga objetos sem que sejam percebidos, escondendo-os de pessoas mal intencionadas e curiosas .
Um exemplo clássico do uso do fundo falso ocorreu durante a época da Inconfidência Mineira foi a chamada Santa do Pau Oco, uma imagem que possuía um fundo falso e foi utilizada para contrabandear o pouco ouro que conseguiam enrustir da exploração portuguesa sem o conhecimento das autoridades portuguesas .